# Вітрильний спорт на літніх Олімпійських іграх 2012
Змагання з вітрильного спорту у програмі літніх Олімпійських ігор 2012 проходили з 28 липня по 11 серпня у Веймуті та Портленді. Розігрувалося 10 комплектів медалей. У порівнянні з минулою Олімпіадою відбулися зміни: у жіночих змаганнях клас Інглінг було замінено на клас Марч, змагання катамаранів класу Торнадо було виключено зовсім.
22-річний Павлос Контідес, ставши другим у класі Лазер, приніс Кіпру першу медаль у всіх видах спорту в історії Олімпійських ігор.

## Медалі

### Медальний залік
| Місце  | Країна          | Золото | Срібло | Бронза | Загалом |
| ------ | --------------- | ------ | ------ | ------ | ------- |
| 1      | Австралія       | 3      | 1      | 0      | 4       |
| 2      | Іспанія         | 2      | 0      | 0      | 2       |
| 3      | Велика Британія | 1      | 4      | 0      | 5       |
| 4      | Нідерланди      | 1      | 1      | 1      | 3       |
| 5      | Нова Зеландія   | 1      | 1      | 0      | 2       |
| 6      | Швеція          | 1      | 0      | 1      | 2       |
| 7      | КНР             | 1      | 0      | 0      | 1       |
| 8      | Данія           | 0      | 1      | 1      | 2       |
| 8      | Фінляндія       | 0      | 1      | 1      | 2       |
| 10     | Кіпр            | 0      | 1      | 0      | 1       |
| 11     | Польща          | 0      | 0      | 2      | 2       |
| 12     | Аргентина       | 0      | 0      | 1      | 1       |
| 12     | Бельгія         | 0      | 0      | 1      | 1       |
| 12     | Бразилія        | 0      | 0      | 1      | 1       |
| 12     | Франція         | 0      | 0      | 1      | 1       |
| Всього | Всього          | 10     | 10     | 10     | 30      |

### Чоловіки
| Дисципліна         | Золото                                      | Срібло                                          | Бронза                                            |
| ------------------ | ------------------------------------------- | ----------------------------------------------- | ------------------------------------------------- |
| Віндсерфінг (RS:X) | Доріан ван Рейссельберге · Нідерланди (NED) | Нік Демпсі · Велика Британія (GBR)              | Пшемислав М'ярчинський · Польща (POL)             |
| Клас Лазер         | Том Слінгсбі · Австралія (AUS)              | Павлос Контідес · Кіпр (CYP)                    | Расмус Мюргрен · Швеція (SWE)                     |
| Клас Фін           | Бен Ейнслі · Велика Британія (GBR)          | Йонас Гег-Крістенсен · Данія (DEN)              | Жонатан Лобер · Франція (FRA)                     |
| Клас 470           | Австралія (AUS) Метью Белчер Малколм Пейдж  | Велика Британія (GBR) Люк Пейшенс Стюарт Бітелл | Аргентина (ARG) Лукас Калабрезе Хуан де ла Фуенте |
| Клас Зоряний       | Швеція (SWE) Фредрік Лееф Макс Салмінен     | Велика Британія (GBR) Аєн Персі Ендрю Сімпсон   | Бразилія (BRA) Роберт Шейдт Бруно Прада           |

### Жінки
| Дисципліна         | Золото                                                   | Срібло                                                 | Бронза                                                     |
| ------------------ | -------------------------------------------------------- | ------------------------------------------------------ | ---------------------------------------------------------- |
| Віндсерфінг (RS:X) | Маріна Алабау · Іспанія (ESP)                            | Туулі Петая · Фінляндія (FIN)                          | Зофія Клепацька · Польща (POL)                             |
| Клас Лазер-радиал  | Сюй Ліцзя · Китай (CHN)                                  | Маріт Боувместер · Нідерланди (NED)                    | Еві Ван Акер · Бельгія (BEL)                               |
| Клас 470           | Нова Зеландія (NZL) Джо Алех Олівія Поурі                | Велика Британія (GBR) Ганна Міллс Саскія Кларк         | Нідерланди (NED) Ліза Вестергоф Лобке Беркгоут             |
| Клас Елліотт 6 м   | Іспанія (ESP) Тамара Ечегоєн Анхела Пумарієга Софія Торо | Австралія (AUS) Олівія Прайс Ніна Кертіс Лусінда Вітті | Фінляндія (FIN) Сілья Лехтінен Сілья Канерва Мікаела Вулфф |

### Вікрита категорія
| Дисципліна | Золото                                      | Срібло                                      | Бронза                                |
| ---------- | ------------------------------------------- | ------------------------------------------- | ------------------------------------- |
| Клас 49er  | Австралія (AUS) Натан Ауттерідж Аєн Дженсен | Нова Зеландія (NZL) Пітер Берлінг Блер Тьюк | Данія (DEN) Аллан Неррегор Петер Ланг |